# Norges Fotballforbund
Der Norges Fotballforbund (NFF – deutsch Norwegens Fußballverband, englisch The Football Association of Norway) ist mit Gründung im Jahr 1902 die oberste Fußballorganisation in Norwegen. Er gehört dem Norwegischen Sportverband an, trat 1908 der FIFA und 1954 der UEFA bei.
Der Verband organisiert die Männer- und Frauen-Nationalmannschaften und die höchste Spielklasse. Präsident des NFF ist seit 2022 Lise Klaveness, ehemalige Nationalspielerin Norwegens.
2.927 autorisierte Schiedsrichter stehen für die Spielleitung zur Verfügung, davon 95 auf oberstem Verbandsniveau.
Die Bedeutung von Futsal wächst insbesondere im Jugendbereich: 2017 gab es 169 Erwachsenen-, 295 Jugend- und 421 Kindermannschaften.
Der Norwegische Fußballverband hat im Dezember 2024 angekündigt, dass Norwegen in der Qualifikation zur Fußballweltmeisterschaft 2026 nicht gegen die Israel antreten wolle und forderte von der FIFA und der UEFA eine Untersuchung der Israelischen Menschenrechtsverletzungen gegenüber der Palästinensischen Bevölkerung noch vor dem Spiel zwischen Norwegen und Israel im März 2025.

## UEFA-Fünfjahreswertung
Platzierung in der UEFA-Fünfjahreswertung:
(in Klammern die Vorjahresplatzierung). Die Kürzel CL, EL und CO hinter den Länderkoeffizienten geben die Anzahl der Vertreter in der Saison 2025/26 der Champions League, der Europa League sowie der Conference League an.
- 12.  (13)  Schweiz (Liga, Pokal) – Koeffizient: 32.975 – CL: 2, EL: 2, CO: 1
- 13.  (10)  Österreich (Liga, Pokal) – Koeffizient: 32.600 – CL: 2, EL: 1, CO: 2
- 14.  (16)  Norwegen (Liga, Pokal) – Koeffizient: 31.625 – CL: 2, EL: 1, CO: 2
- 15.  (20)  Griechenland (Liga, Pokal) – Koeffizient: 31.525 – CL: 2, EL: 1, CO: 2
- 16.  (17)  Dänemark (Liga, Pokal) – Koeffizient: 31.450 – CL: 1, EL: 1, CO: 2

Stand: Ende der Europapokalsaison 2023/24